# Фёдоров, Алексей Захарович
Алексей Захарович Фёдоров (22 марта 1913, Саратовская губерния — 31 марта 1970, Луцк, Волынская область) — командир 738-го стрелкового полка 134-й стрелковой дивизии, участник Великой Отечественной войны, Герой Советского Союза.

## Биография
Родился 22 марта 1913 года в посёлке Октябрьском Ртищевского района Саратовской области (по другим данным — в посёлке Кондрашева Салтыковского района либо на хуторе Кондратов ныне Екатериновского района Саратовской области).
В Красной армии с 1935 года; в 1939 году окончил Московское военное пехотное училище имени Верховного Совета РСФСР. Участник советско-финской войны 1939—1940.
Участник Великой Отечественной войны на Южном, Юго-Западном, 2-м и 1-м Белорусских фронтах. В 1944 году вступил в ВКП(б). Командовал 101-м гвардейским стрелковым полком 35-й гвардейской стрелковой дивизии, 738-го стрелковым полком 134-й стрелковой дивизии.
28 июля 1944 года полк Фёдорова вышел к реке Висла в районе города Казимеж-Дольна. Был получен приказ немедленно форсировать реку. Полк успешно справился с поставленной задачей, захватив село на берегу противника. 29 июля немецкие подразделения организовали контратаку, но полк Фёдорова удержался на занятом плацдарме. Это обеспечило дальнейшее продвижение советских войск. В ходе боёв за Познань Фёдоров предпринял обходной манёвр, что способствовало полному разгрому противника.
Указом Президиума Верховного Совета СССР от 27 февраля 1945 года «за отвагу, мужество и умелое руководство полком в боях по освобождению Польши» присвоено звание Героя Советского Союза с вручением ордена Ленина и медали «Золотая Звезда».
В 1946 году окончил курсы «Выстрел», в 1958 — Высшие академические курсы при Военной академии Генерального штаба.
Выйдя в запас в 1960 году, жил в городе Луцк Волынской области Украины. Скончался 31 марта 1970 года.

## Награды
- Звание Героя Советского Союза (27.2.1945)[5]:
  - медаль «Золотая Звезда»,
  - орден Ленина;
- четыре ордена Красного Знамени (16.12.1941[6], 12.8.1944[7], 21.05.1945[8]);
- орден Суворова 3-й степени (14.10.1944)[9];
- орден Александра Невского (25.02.1943)[4];
- орден Красной Звезды;
- медаль «За боевые заслуги»;
- медаль «За оборону Сталинграда» (22.12.1942)[9];
- медаль «За взятие Берлина»;
- Медаль «За освобождение Варшавы».